# José Miguel Petisco
José Miguel Petisco   (Ledesma, 28 de setembre de 1724 - Ledesma, 27 de gener de 1800) fou un jesuïta i hel·lenista espanyol.
Va entrar a la Companyia de Jesús a través del noviciat de Villagarcía. Fou ordenat sacerdot i després de la seva tercera provació feu el seu quart vot el 1758. Viatjà a Lió, on aprofundí durant dos anys en l'estudi del grec i de l'hebreu. Ensenyà després grec i hebreu al col·legi jesuïta de Villagarcía i teologia dogmàtica i interpretació de la Sagrada Escriptura al col·legi jesuïta de Salamanca i, en ser expulsat de l'orde el 1767, se n'anà a Còrsega i després a Bolonya, on ensenyà Sagrades Escriptures, fins a la supressió pontifícia de la Companyia de Jesús el 1773. S'estableix llavors a Bolonya, i després de la traducció a l'italià de la Vulgata per Antonio Martini, del breu pontifici a ell dirigit i de les noves disposicions de la Inquisició Espanyola de 1782, comença a traduir la Vulgata al castellà el 1786; torna a Espanya amb el text ja gairebé acabat el 1798, i mor el 27 de gener del 1800.
Va traduir a més obres de Ciceró i elaborà una gramàtica grega; hom diu que també va traduir els Comentaris de Juli Cèsar, però aquesta traducció va sortir amb el nom del prevere José Goya y Muniain el 1798. Quelcom de semblant s'afirma de la seva traducció de la Bíblia, que aparegué també amb el nom de Fèlix Torres i Amat de Palou. Segons Francisco Lafarga, se li deu també una traducció de l'Esther de Jean Racine amb el títol La innocència triomfant.